# 桃京里信号场
桃京里信號場（：／ Dogyeong-ri yeok */?）是嶺東線沿線的一座线路所，位於韓國江原道三陟市城內洞。

## 历史
- 1940年7月31日 - 落成使用[1]。

## 邻近车站
韩国铁道公社
嶺東線
末老－桃京里信號場－東海